# Nicolepeira
Nicolepeira Levi, 2001 è un genere di ragni appartenente alla famiglia Araneidae.

## Etimologia
Il nome deriva dallo zoologo e illustratore francese Hercule Nicolet (1801 - 1872) e dal nome dell'ex-genere Epeira cui originariamente erano ascritte queste tre specie. In seguito dall'aracnologo Levi vennero riconosciute come appartenenti ad un genere a sé stante.

## Distribuzione
Le tre specie oggi note di questo genere sono state rinvenute in varie località del Cile centrale e meridionale.

## Tassonomia
La determinazione delle caratteristiche del genere è stata effettuata sugli esemplari di Parawixia flavifrons (Nicolet, 1849).
A maggio 2011, si compone di tre specie:
- Nicolepeira bicaudata (Nicolet, 1849) — Cile
- Nicolepeira flavifrons (Nicolet, 1849)[2] — Cile
- Nicolepeira transversalis (Nicolet, 1849) — Cile

### Sinonimi
- Nicolepeira hyadesi (Simon, 1884); esemplari trasferiti dal genere Parawixia e riconosciuti in sinonimia con N. flavifrons (Nicolet, 1849), a seguito di uno studio di Levi del 2001[1].
- Nicolepeira zigzag (Mello-Leitão, 1951); esemplari trasferiti dal genere Parawixia e riconosciuti in sinonimia con N. flavifrons (Nicolet, 1849), a seguito di uno studio di Levi del 2001[1].